# برت نیسام
برت نیسام (انگلیسی: Bert Neesam; ۲ ژوئن ۱۸۹۲ – ۶ ژوئیهٔ ۱۹۶۹) بازیکن فوتبال اهل بریتانیا بود.
از باشگاه‌هایی که در آن بازی کرده‌است می‌توان به باشگاه فوتبال بریستول سیتی و باشگاه فوتبال بث سیتی اشاره کرد.